# Glypta sierrae
Glypta sierrae är en stekelart som beskrevs av Dasch 1988. Glypta sierrae ingår i släktet Glypta och familjen brokparasitsteklar. Inga underarter finns listade i Catalogue of Life.